# Araneus hoshi
Araneus hoshi là một loài nhện trong họ Araneidae.
Loài này thuộc chi Araneus. Araneus hoshi được miêu tả năm 2001 bởi Tanikawa.